# 博峪镇
博峪镇，是中华人民共和国甘肃省甘南藏族自治州舟曲县下辖的一个乡镇级行政单位。
2017年3月15日，甘肃省民政厅批复同意撤销博峪乡，设立博峪镇。

## 行政区划
博峪镇下辖以下地区：
曲曼村、扎塔村、然益诺村、哈吾诺村、柯达村、尖吉村、开麻古村、吉也诺村、尖果诺村、柱龙诺村、古迭村、卧欧诺村、擦合代古村、恰路诺村和格日隆诺村。